# コンプレト
コンプレトは、チリの伝統的な軽食で、ホットドッグ用のパン（「パン・デ・コンプレト」または「パン・コピウエ」）を縦に開き、中にソーセージを挟み、その上にさまざまな具材をのせたものです。
これは、チリで最も一般的でよく知られているファストフードの一つです。アメリカ合衆国の伝統的なホットドッグとは、具材とトッピングの種類が多く、サイズも大きい点で異なります。

## 主な具材
チリの料理では、コンプルトはさまざまな材料や付け合わせで構成されており、さまざまな好みに合わせて非常に柔軟で手頃なものになっています。その結果、さまざまな種類のコンプルトが生まれています。
パンとウィンナー（ウィーンソーセージ）に加えて、チリのコンプレトの最も典型的またはクラシックな具材には、トマト（小さなキューブに切ったもの）、潰したアボカド、マヨネーズ、またはザワークラウトがあります。通常、他のトッピングとしてチリのチリソース、アメリカンソース（漬物の細切り）、ケチャップ、マスタードを好みに応じて加えることができます。また、食べる場所によっては、チーズ、玉ねぎ、ベーコン、または挽き肉を加えるバリエーションもあります。具材の順番はコンプレトを作る際に重要で、クラシックなスタイルでは最初にウィンナー、次にトマト、潰したアボカド、マヨネーズ、そしてその後に消費者の好みに応じた他のソースを加えます。